# Harakat Hezbolá al-Nujaba
Harakat Hezbolá al-Nujaba ( en árabe: حركة حزب الله النجباء , traducido como Movimiento del Partido de Nobles de Dios, también conocido como Nujaba o HHN) es un grupo paramilitar chiita de origen iraquí que se encuentra activo en Siria. El grupo se considera un proxy iraní. Recibe abiertamente entrenamiento, armas y asesoramiento militar de Irán. Es parte de las Fuerzas de Movilización Popular de Irak (PMF), un grupo de milicias chiitas cercanas a Irán.
HHN tiene un canal de televisión llamado Al-Nujaba TV, que tiene su sede en Bagdad, Irak.
En febrero de 2019, el Secretario de Estado de los Estados Unidos designó a Harakat Hezbollah al-Nujaba (y todos sus alias y componentes) y a su líder Akram al-Kaabi y Al-Nujaba TV como terroristas globales especialmente designados.

## Historia
HHN surgió en 2013 como una rama del paramilitar iraquí Asaib Ahl al-Haq (AAH) y está dirigido por el cofundador de AAH, Akram al-Kaabi. al-Kaabi dijo que formó la milicia después de un período de inactividad militante en la Guerra Civil Siria. Niega que surgió de una "ruptura" con AAH, pero que eligió no unirse con ellos debido a desacuerdos. Los dos grupos todavía comparten una estrecha afinidad, a menudo conmemorando simultáneamente a los mártires. Han publicado un nasheed alabando al comandante de la Fuerza Quds iraní Qasem Suleimani. Ambos grupos siguen la ideología del gobierno iraní, y al-Kaabi ha declarado que derrocaría al gobierno iraquí o lucharía junto a los hutíes yemeníes si así lo ordenara el Gran Ayatolá Jamenei.
HHN fue uno de los primeros paramilitares iraquíes para enviar combatientes a Siria, donde ha estado activa desde su formación en 2013. Ha tenido un papel creciente en Siria después de un impulso significativo a los esfuerzos de reclutamiento se llevó a cabo en 2015. Era un participante importante en la ofensiva del sur de Alepo de 2015 y la ruptura del asedio de las ciudades chiitas Nubl y Zahraa.
En diciembre de 2014, ABNA.ir publicó fotos del UAV Yasir construido en Irán (una copia sin licencia del ScanEagle estadounidense) que se afirma que se usa con HHN.
En abril de 2015, al-Kaabi dijo que HHN había sufrido 126 víctimas, incluidas 38 en Siria.
El 1 de enero de 2019, al-Kaabi dijo que el CGRI y el Hezbolá libanés ayudaron a las fuerzas chiitas militantes del Ejército de al-Mahdi que estaban luchando contra las fuerzas estadounidenses en 2004. Dijo que en la Batalla de Nayaf de 2004, los oficiales del CGRI y Hezbolá fueron presente en el terreno y ayudó durante la batalla, en la que murieron 13 militares estadounidenses y más de 100 resultaron heridos.

## Divisiones
HHN comprende cuatro brigadas:
- Liwa Ammar Ibn Yasir (Brigada Ammar Ibn Yasir)
  - Designado como terrorista por EAU.[13]
- Liwa al-Hamad (Brigada de alabanza)
- Liwa al-Imam al-Hassan al-Mujtaba (Brigada del Imam Hassan el Elegido)
- Brigada de Liberación del Golán[14]